# Český klub skeptiků Sisyfos
Český klub skeptiků Sisyfos je občanské sdružení, jehož základním cílem a posláním je šířit a obhajovat poznatky a výsledky současné vědy, podporovat racionální, kritické myšlení, seznamovat veřejnost s principy vědecké metody, vystupovat proti šíření paranormálních názorů a neověřených postupů, usilovat o to, aby se vysoké školy, vědecké společnosti a instituce aktivně hlásily k odpovědnosti za obhajobu vědy a kritického myšlení, zkoumat sporné jevy a tvrzení, poskytovat pomoc občanům v ochraně před podvodnými výrobky a neúčinnými nebo nebezpečnými metodami alternativní medicíny a léčiteli. Ve shodě s posláním a cíli klub odmítá zasahovat do oblasti náboženské, morální a politické.
Vznikl na jaře 1995 a má asi 400 členů. Je součástí světového skeptického hnutí, jehož průkopníkem byl americký Committee for Skeptical Inquiry (Výbor pro skeptické zkoumání; založen 1976 jako CSICOP); je členem Evropské rady skeptických organizací (ECSO). Od roku 2000 je členem Rady vědeckých společností ČR. Mezi jeho přední členy patří astronom a popularizátor Jiří Grygar a spisovatelka a publicistka Věra Nosková. Název odkazující na mytologického Sisyfa symbolizuje přesvědčení zakladatelů, že je čeká sisyfovská práce.
Klub se věnuje publicistice jak ve svém zpravodaji a na webu, tak v denním tisku, pořádá přednáškový cyklus Věda kontra iracionalita, připravil několik sborníků a knih a uděluje každoroční cenu Bludný balvan „pro zvýraznění přínosu jednotlivců i různých spolků k matení české veřejnosti a rozvoji blátivého způsobu myšlení“.

## Struktura klubu
Klub skeptiků vede výkonný výbor, který měl k roku 2018 osmnáct členů.
- předseda Jaromír Šrámek
- místopředsedkyně Jelena Lenka Příplatová
- místopředseda Leoš Kyša
- místopředseda Lukáš Jelínek
- tajemníce, Aneta Pierzynová
- tejemník, Zdeněk Jonák
- kontakt se zahraničím, Claire Klingenberg

Součástí klubu jsou tři sekce:
- Fyzikální sekce klubu skeptiků (vedoucí sekce Lukáš Jelínek)
- Lékařská sekce klubu skeptiků (vedoucí sekce Michal Křupka)
- Sekce popularizace vědy klubu skeptiků (vedoucí sekce Jelena Příplatová)

### Seznam předsedů

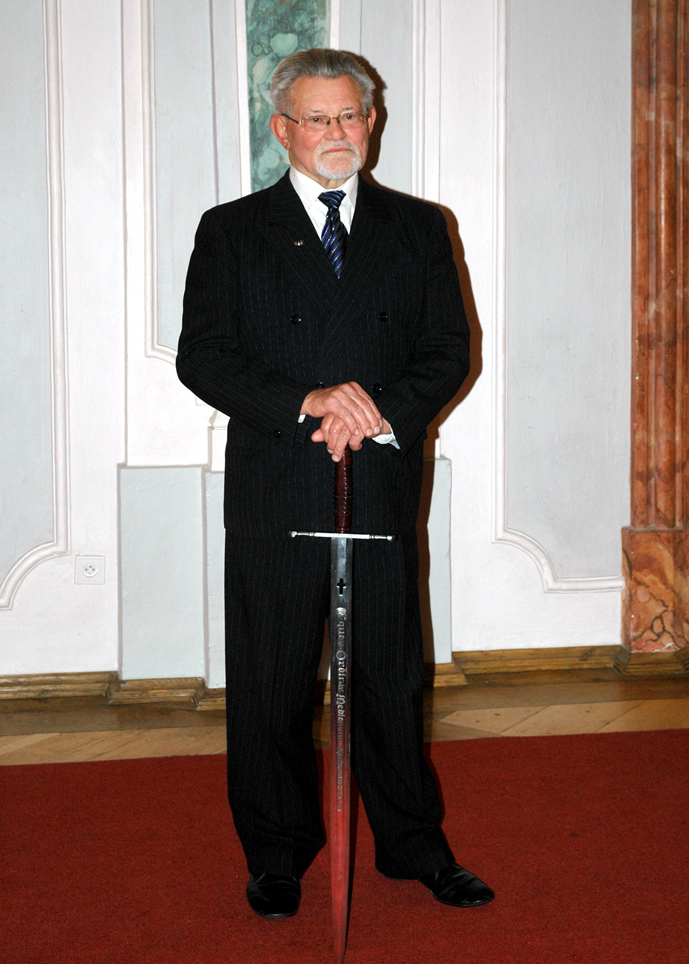
Profesor anatomie Jiří Heřt,
20. Rytíř českého lékařského stavu, 2012

- MUDr. Ivan David, CSc.[3]
- prof. MUDr. Jiří Heřt, DrSc.[3]
- Věra Nosková[3]
- doc. RNDr. Čeněk Zlatník, CSc.[3]
- Bc. Leoš Kyša[4]
- MUDr. Jaromír Šrámek[4]

## Sisyfos a náboženství
Podle svých stanov klub Sisyfos odmítá zasahovat do oblasti náboženské. Členy Sisyfa jsou jak ateisté, tak nábožensky věřící. K tématu vztahu vědy, skepticismu a náboženství vyšlo ve zpravodaji klubu Sisyfos několik článků. Mezi členy klubu proběhla debata, zda se otázkám náboženství věnovat – toto téma bylo otevřeno i na plenární schůzi Sisyfa 21. prosince 2000. Vztahem klubu Sisyfos k náboženství se 15. února 2001 zabývalo předsednictvo klubu a ve svém výsledném stanovisku se shodlo mimo jiné na tom, že z praktických důvodů není vhodné, aby Sisyfos do oblasti náboženské zasahoval.

### Miloslav Král
Zajímavostí je, že jedním ze zakladatelů klubu Sisyfos byl přírodovědec Miloslav Král, který se celý svůj dospělý život naplno věnoval vyvracení vědecky nepodložených teorií, avšak na přelomu sedmdesátého roku života u něj údajně došlo k přímému setkání s Bohem. Tento zážitek měl za následek totální obrat v názorech Miloslava Krále, jeho vystoupení ze Sisyfa a vytvoření nového internetového portálu Věda a víra, prostřednictvím kterého se snažil alespoň částečně vědecky dokázat Boha (stránky nejsou po smrti M. Krále aktualizovány). Napsal také řadu knih souvisejících s tímto zážitkem, pravidelně také pořádal přednášky na toto téma.

## Přednášková činnost

### Věda kontra iracionalita
Přednáškový cyklus Věda kontra iracionalita je hlavní přednáškovou aktivitou klubu skeptiků. Přednášky se konají jednou za měsíc, každou třetí středu v měsíci, v budově Akademie věd na Národní třídě v Praze. V červnu, červenci a srpnu se přednášky nekonají. V září je obvyklá kratší přednáška a poté následuje schůze členů klubu, kde se volí nové vedení na nadcházející rok.

Tento cyklus je zaměřen na skeptická témata, především na iracionální tvrzení z lékařství, biologie či fyziky.

Z přednášek vychází i tradiční sborník stejného jména.

### Skeptikon
Klub Sisyfos pořádá jednou ročně přednáškové setkání, které se uskutečňuje na různých místech České republiky. Zatím poslední Skeptikon byl z důvodu pandemie covidu-19 uspořádán roku 2019.

### Pátečníci
Přednáškový cyklus Pátečníci organizuje Sekce popularizace vědy (donedávna Společenskovědní sekce) a její vedoucí Jelena Lenka Příplatová. Přednášky se konají každý pátek, včetně prázdnin, s výjimkou Vánoc a státních svátků. Během jednoho roku se tedy uskuteční kolem 50 přednášek. Cyklus je zaměřen méně na skepticismus, ale více na popularizaci vědy. Příspěvky se tak mohou týkat i témat, ke kterým se klub jako celek nevyjadřuje, tedy náboženství a ateismu, globálních změn klimatu nebo politiky.
Pátečníci se scházejí od roku 2000, kdy se vedení sekce chopil Rudolf Battěk. Místem konání byl nejprve Antikvariát Pavla Vachtla (Universum – středisko odborné literatury), poté místnost PEN klubu a od roku 2016 Přírodovědecká fakulta UK.
Od roku 2020 lze přednášky zhlédnout na samostatném youtube kanále Pátečníci. Videozáznamy jsou k dispozici také na youtube kanále LLionTV.

### Přednášky v Kladně a v Brně
Pravidelný přednáškový cyklus je pořádán i na Kladně, kde se o vedení stará Milan Urban. Zdejší přednášky se konají jednou za dva měsíce v budově místního gymnázia. Občasné přednášky probíhají i v Brně v Moravské zemské knihovně.

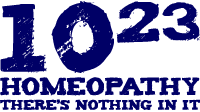
Logo kampaně 10:23

## Kampaň 10:23
Členové a příznivci klubu Sisyfos se 6. 2. 2011 připojili k druhému ročníku kampaně 10:23, při níž se dobrovolníci hromadně „předávkovávají“ homeopatickými přípravky, aby tak poukázali na nejich neúčinnost.

Od roku 2015 Sisyfos pořádal českou kampaň 10:23 každoročně. Do roku 2019 akce probíhala v Praze, Brně a Ostravě, poslední se uskutečnila roku 2020 online formou z důvodu pandemie covidu-19.

## Paranormální výzva

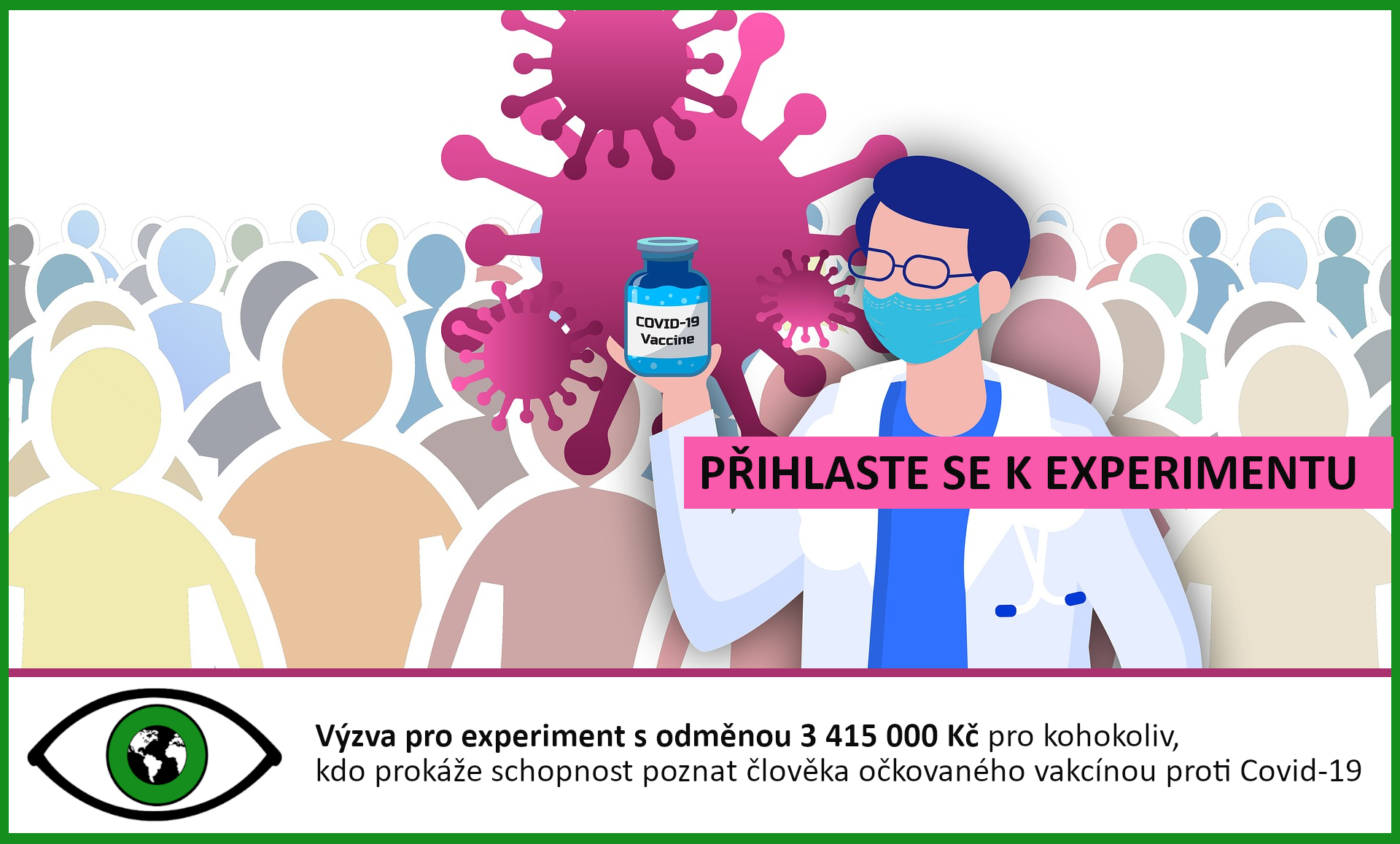
Paranormální výzva Covid-19 challenge

1. října 2012 byla belgicko-vlámským skeptickým klubem SKEPP ve spolupráci s Evropskou radou skeptických organizací vyhlášena soutěž „The Sisyphus Prize“. Tomu, kdo by za kontrolovaných podmínek prokázal své paranormální schopnosti, by byla vyplacena výhra 1 milion euro. Český klub skeptiků Sisyfos se k ceně přihlásil od 1. ledna 2013 a možnost testovat v rámci národního pretestu ukončil po půl roce (v případě úspěchu národního kandidáta by nebylo dost času pro přípravu a realizaci finálního testu v Bruselu).

Od prvního ledna 2014 ale Sisyfos navazuje na „Evropskou milionovou cenu“ svou Paranormální výzvou Českého klubu skeptiků Sisyfos. Klub se zavázal vyplatit každému, kdo paranormální schopnosti prokáže, deset tisíc korun a výsledky daného experimentu zveřejnit.

K roku 2021 výhru, jejíž výše činila již 3.400.000 korun, nikdo nezískal.

### Covid-19 challenge
Paranormální výzva, v čele hypnotizérem Jakubem Kroulíkem, novinářem a spisovatelem Leošem Kyšou a popularizátorkou vědy Claire Kroulík Klingenberg v roce 2021 vyhlásili tzv. Covid 19 challenge. Tomu, kdo prokáže schopnost poznat člověka očkovaného vakcínou proti covidu-19, bude vyplacena výhra 3 415 000 Kč.

## March for Science
March for Science (Pochod za vědu) je celosvětová akce. Českou verzi pochodu pořádá Český klub skeptiků Sisyfos a snaží se tím „upozornit na zpolitičtění naprosto apolitických, vědeckých témat a na důležitost kvalitního vzdělávání.“ Účastníci setkávají u sochy sv. Václava na Václavském náměstí v Praze. Pochodem pak směřuje k Akademii věd, kde následuje série přednášek světově uznávaných odborníků.

Český March for Science se konal roku 2017, 2018 a 2019. Další ročníky se kvůli pandemii covidu-19 neuskutečnily.

## Ceny

### Bludný balvan

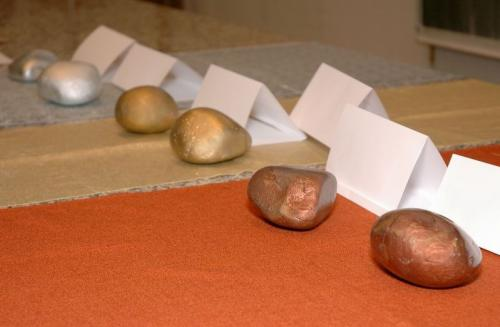
Stříbrné, zlaté a bronzové Bludné balvany

Bludný balvan (zkráceně Bl. b. nebo BlB) je anticena, kterou Český klub skeptiků Sisyfos uděluje za pseudovědeckou činnost. Je udělována každý rok, a to vždy za rok předchozí. První ročník proběhl v roce 1999. Bludné balvany jsou udělovány v kategoriích jednotlivců a družstev,[4] v každém ročníku se v každé kategorii udělují nejvýše tři Bludné kameny s odlišeným pořadím, vzestupně od bronzového, přes stříbrný až po vítězný zlatý. Roku 2007, u příležitosti 10. výročí udílení cen udělil klub navíc výjimečnou cenu Jubilejní diamantový Bludný arcibalvan.

### Cena Jiřího Heřta
Od roku 2021 klub Sisyfos uděluje výroční cenu Jiřího Heřta, cenu nesoucí jméno čelného člena klubu. Záměrem ocenění je zvýraznit zásluhy laureátů o užívání, šíření a popularizaci metod kritického vědeckého myšlení, jež představuje hráz proti epidemii falešných a lživých zpráv zaplevelujících veřejný prostor.

První cena byla udělena 15. 11. 2021 redakci České televize Hyde Park Civilizace.

## Nejznámější kauzy

### Bludný balvan pro časopis Vesmír
Bludný balvan v kategorii družstev za rok 2006 byl udělen redakci Vesmíru „za mimořádně zdařilou propagaci nevědeckého myšlení na stránkách tohoto prestižního přírodovědeckého časopisu“. (Viz též Vesmír (časopis)#Kritika.) Důvodem bylo, že v listopadovém čísle publikoval obhajobu firmy slibující vysoušení zdiva na „principu magnetokinéze“ bez mechanických zásahů a dodávky energie, jíž byl udělen Bludný balvan za r. 1999, a v prosincovém její velkou reklamu, aniž umožnil napadeným fyzikům odpověď. Udělení Balvanu renomovanému vědeckému časopisu vzbudilo odmítavé reakce; za Sisyfa na ně odpověděl přední český astronom a bývalý člen redakce Vesmíru Jiří Grygar argumentací, že „na mediální prostředky s vysokým kreditem je logicky třeba klást vyšší nároky než na konfekční zboží. To je ostatně důvod, proč v minulých letech byla Balvany obdarována elektronická media veřejné služby“. Vesmír už delší dobu kritizoval Sisyfa za „pyšnost a uzavřenost scientismu“, ten vedení časopisu naopak vyčítá, že „často zřetelně stranil postmoderním blábolům“.

### Centrum inovativního vzdělávání
Klub Sisyfos v létě 2007 kritizoval projekt Centrum inovativního vzdělávání (CIV) Pedagogické fakulty Univerzity Palackého v Olomouci (UPOL) financovaný Evropským sociálním fondem za „propagaci okultní pavědy“ na workshopu astrologa Milana Gelnara Výchova dětí podle znamení, včetně stížností u vedení fakulty, univerzity a ministerstva školství. Byl však oslyšen a podařilo se mu pouze vzbudit malý zájem médií. Hlavní řešitelka CIV Dora Assenza, odborná asistentka ekonomie na katedře sociálních věd PF UK, naopak přešla do protiútoku, obvinila Sisyfos ze snahy o omezování akademické svobody a s odvoláním na Thomase Kuhna prohlásila, že podle jejího názoru v několika bodech porušuje zásady vědeckého přístupu. Toto obvinění však podle názoru Ivana Blechy z Filozofické fakulty Univerzity Palackého, Stanislava Komendy z Lékařské fakulty tamtéž spíše vypovídá o autorčiných neznalostech vědecké práce a metody. Podle Klubu Sisyfos je to naopak Assenza, kdo používá nepravdivá tvrzení. Klub udělil astrologovi bronzový Bludný balvan za rok 2007 „za průnik astrologie na půdu hypermarketovou i akademickou“.

### Detektor
Klub Sisyfos se na počátku roku 2008 podílel na protestech vědců a odborné veřejnosti proti publicistickému pořadu České televize (připravovanému externě firmou Petra Vachlera) o údajných paranormálních jevech Detektor, v březnu nakonec zastavenému. Sisyfos jej kritizoval za „neověřené, zavádějící a doslova lživé informace, uváděné do souvislostí, které záměrně matou“, zneužívání vyjádření odborníků vytržených z kontextu a porušování zásad kritického myšlení.

### Globální oteplování
V roce 2010 zveřejnil klub Sisyfos na svých internetových stránkách dva články, v nichž se výrazně negativně staví k zastáncům teorie globálního oteplování kteří téma zbytečně přehánějí a označuje je za „vědce“ a alarmisty, přičemž dle blogu Václava Hořejšího do této kategorie spadá i celá řada uznávaných klimatologů. Tyto články vzbudily bouřlivé, dle Sisyfa často i iracionální reakce, a dle Hořejšího i nesouhlas v odborných kruzích a vyvolaly otazníky ohledně soudnosti členů tohoto klubu. Výbor klubu skeptiků následně vydal stanovisko, v němž upouští od debaty na toto téma s odůvodněním, že se na tak komplexní téma nedostává času. Hořejší k tomuto tématu na svém blogu dodává: „Tento spor je výsostně odborný, vědecký, a není správné, aby byl ovlivňován nějakým nátlakem ze strany politiků či amatérských aktivistů. Měl by se tedy odehrávat na stránkách odborných časopisů a na odborných konferencích, nikoli na stránkách nejrůznějších zcela neodborných tiskovin.“

### Institut pro ekologické inženýrství
V roce 2012 Sisyfos udělil svoji anticenu Institutu pro ekologické inženýrství za podporu iracionálních stránek tzv. „ekologického zemědělství“, (například za stimulaci půdy vědě neznámými „silami kosmu“), ač ocenil, že mnohé snahy institutu jsou záslužné a skutečně přispívají k ochraně přírody, krajiny i biodiverzity. Vysloužil si tím mimo jiné například kritický článek v časopise Reflex, podle kterého se tak Sisyfos údajně ohradil proti biozemědělství jako takovému. Na základě toho zpochybňuje Jan A. Novák soudnost členů tohoto klubu.
Členové Klubu skeptiků Sisyfos si uvědomují, že jsou často označováni „za dogmatické a nedůtklivé staříky“. Sami však za dogmatismus naopak považují víru a lpění na metodách a hypotézách, které se nikdy nepodařilo spolehlivě ověřit.

## Publikace

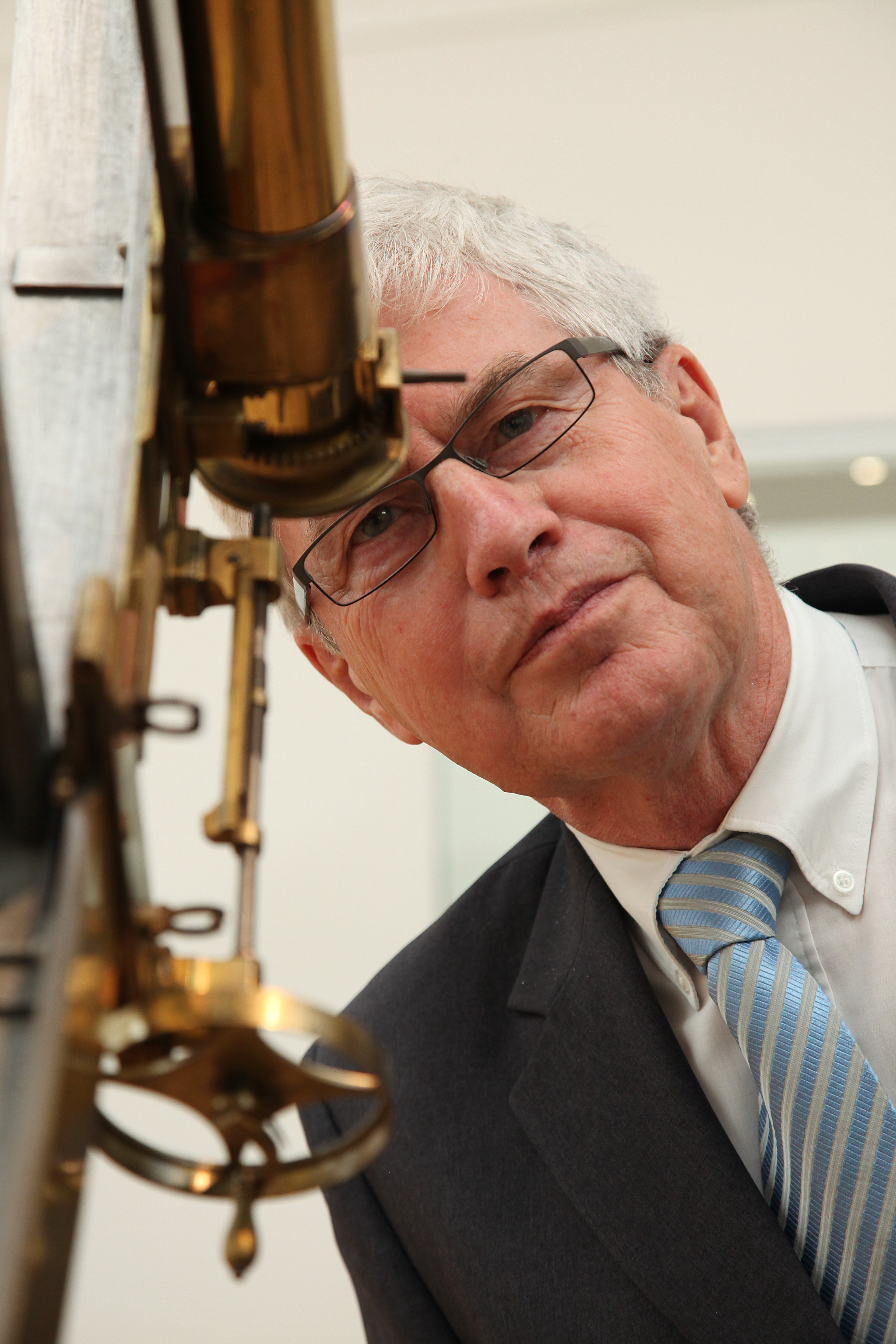
Astrofyzik Jiří Grygar, spoluzakladatel klubu Sisyfos, 2009

### Zpravodaj Sisyfos
Klub skeptiků Sisyfos vydává od roku 1995 (nulté číslo vyšlo 7. února 1995.) třikrát nebo čtyřikrát ročně neperiodický zpravodaj občanského sdružení Sisyfos. Jeho náplní bývají jak články domácích i zahraničních skeptických odborníků, tak informace o aktuálním dění ve sdružení a o jeho akcích.

Roku 2019 vyšlo zvláštní vydání pro Veletrh vědy 2019.
Zpravodaj Sisyfos je počínaje ročníkem 2000 volně k dispozici na webových stránkách sdružení.

### Knihy

#### Odborné
- Alternativní medicína: možnosti a rizika. Praha: Grada, 1995. 207 s. ISBN 80-7169-151-8.[54]
- Homeopatie, clusterová medicína, anthroposofická medicína: medicína pro třetí tisíciletí?. Praha: Lidové noviny, 1997. 392 s. ISBN 80-7106-230-8.[55]
- Akupunktura: mýty a realita. Praha: Galén, 2002. 191 s. ISBN 807262167X.[56]
- Čeští skeptici: kdo jsou a co chtějí. Praha: Klika, 2015. 176 s. ISBN 978-80-87373-64-4.[57]

#### Populární
- Trialog o životě ve vesmíru. Praha: Eminent, 2001. 205 s. ISBN 80-7281-074-X[58]
- Trialog o mimozemšťanech. Praha: Paseka, 2006. 200 s. ISBN 80-7185-566-9.[59]
- A přece se netočí: podvody, léčitelé, šarlatáni a šejdířský byznys v kostce. V Praze: Klika, 2012. 240 s. ISBN 978-80-87373-31-6.[60]
- Plaváčkův průvodce alternativním vesmírem. Praha: Klika, 2020. ISBN 978-80-907737-4-5.[61]

#### Beletrie
- Mýty v zrcadle vědy a fantazie, aneb, Co když to bylo takhle. Praha: Luděk Kovář - Gumruch DTP, 2002. 159 s. ISBN 80-86513-01-7.[62]
- Je to hustý. Praha: Klika, 2003. 126 s. ISBN 80-239-1125-2.[63]
- Utopený Archimedes: malý alternativní výkladový slovník. Nakladatelství Věry Noskové, 2003. 140 s. ISBN 978-80-903320-0-3.[64]
- Alternativní bajkýdky. Praha: Klika, 2005. 140 s. ISBN 80-903320-1-3.[65]
- Rozkošný zákon. Praha: Klika, 2020. 316 s. ISBN 978-80-87373-87-3.[66]

### Sborníky
- Věda kontra iracionalita: sborník přednášek. Praha: Academia, 1998. 169 s. ISBN 80-200-0710-5.[67]
- Věda kontra iracionalita: sborník přednášek 2. Praha: Academia, 2002. 200 s. ISBN 80-200-1020-3.[68]
- Věda kontra iracionalita: sborník přednášek 3. Praha: Academia, 2005. 193 s. ISBN 809033203X.[69]
- Věda kontra iracionalita: sborník přednášek 4. Praha: Academia, 2008. 180 s. ISBN 80-903320-4-8.[70]
- Věda kontra iracionalita: sborník přednášek 5. Praha: Academia, 2012. 236 s. ISBN 978-80-200-2056-7.[71]
- Věda kontra iracionalita: sborník přednášek 6. Praha: Academia, 2018. 196 s. ISBN 978-80-200-2868-6[72]